# التمیرانو، بوئناس ایرز
التمیرانو، بوئناس ایرز (به اسپانیایی: Altamirano, Buenos Aires) یک منطقهٔ مسکونی در آرژانتین است که در Brandsen Partido واقع شده‌است.

## خصوصیات
التمیرانو ۲۵۸ نفر جمعیت دارد و ۱۵ متر بالاتر از سطح دریا واقع شده‌است.